# Niklaus Gerber

Niklaus Gerber (um 1900)

Niklaus Gerber (* 8. Juni 1850 in Thun; † 9. Februar 1914 in Zürich) war ein Schweizer Chemiker.

## Leben
Niklaus Gerber studierte Chemie in Bern und Zürich. Nach einem Auslandsaufenthalt in den USA entwickelte er 1892 die Acidbutyrometrie, eine Schnellmethode zur Fettbestimmung in Milchprodukten, und das Butyrometer. Er war neben Rudolf Schatzmann einer der großen Pioniere in der schweizerischen Milchwirtschaft. 1903 gründete er die Dr. N. Gerber's Acidbutyrometrie Co.m.bH Leipzig und Zürich. Diese Firma existiert heute noch unter dem Namen Gerber Instruments AG in Effretikon, Schweiz.
Niklaus Gerber war mit Mathilde Theresia Weber verheiratet, Vater von Max Gerber und der Onkel von Walter Gerber.

## Schriften
- Anleitung zur praktischen Milchprüfung. 1. Auflage, Bern, 1880
- Inaugural-Dissertation über Ditolylamin. Zürich, 1874